# František Zdeněk Skuherský
František Zdeněk Xavier Alois Skuherský (Opočno, 31 de juliol de 1830 - České Budějovice, 19 d'agost de 1892) va ser un compositor, pedagog i teòric txec.
Nascut a Opočno, el seu pare era František Alois Skuherský, metge del duc Colloredo-Mansfeld i fundador de l'hospital d'Opočno. Es va graduar al gimnàs Hradec Králové i va estudiar filosofia i medicina a la Universitat Charles. També a Praga, es va graduar en l'escola d'orgue. Va signar les seves primeres obres amb el pseudònim Opocensky. Després dels estudis, es va guanyar la vida ensenyant música a la gent a casa seva. Entre els anys 1854 i 1866 va ser mestre de capella de teatre a Innsbruck i director del cor de la ciutat, i més tard director de la catedral de la Universitat. Durant aquest temps va compondre sis òperes, algunes de les quals es van estrenar a Innsbruck. Després de la mort de la seva dona, amb qui va tenir tres fills, va tornar a Praga on el 1866 va esdevenir el director d'una destacada escola d'orgue fins que es va jubilar el 1890. A aquesta escola van assistir compositors tan famosos com Leoš Janáček i Josef Bohuslav Foerster. Va morir a České Budějovice, on el recorda un carrer que porta el seu nom.

## Obres seleccionades
Òperes
- Samo, 1854
- Vladimir, Lora
- General

Piano
- Pensées du soir, op. 10 (1854)
- Preghiera (1881)
- Vzpomínka na Zákupy, op. 19

Orgue
- Estudis, Op. 13, 14 (1867); Op 16, 17